# Polygnathidae
Famille
Polygnathidae est une famille éteinte de conodontes de l'ordre des ozarkodinides.

## Genres
- †Avignathus
- †Bispathodus
- †Ctenopolygnathus
- †Mehlina
- †Nicollidina
- †Pandorinellina
- †Parapolygnathus
- †Polygnathus Hinde, 1879 (type)
- †Streptognathodus
- †Synclydagnathus